# Bad Frankenhausen/Kyffhäuser

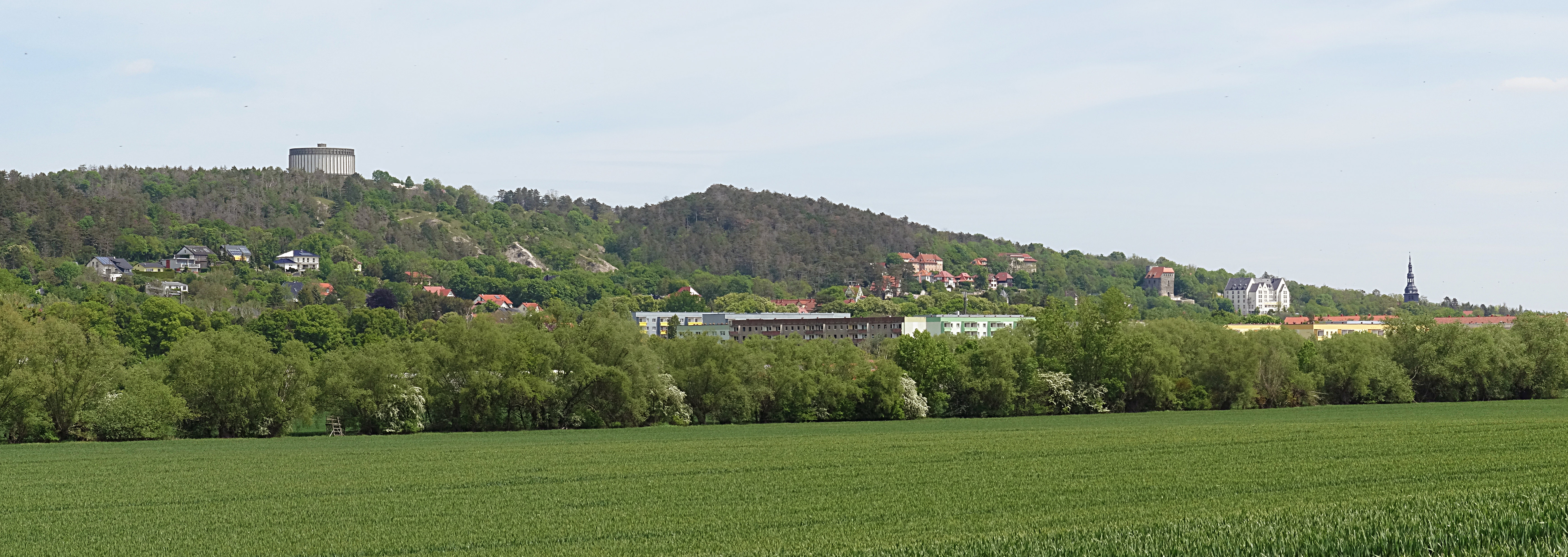
Ansicht von Westen mit dem Panorama Museum auf dem Schlachtberg

Bad Frankenhausen/Kyffhäuser ist eine Kur- und Erholungsstadt im thüringischen Kyffhäuserkreis. Die Kleinstadt hat etwa 10.000 Einwohner.

## Geografie
Die Kleinstadt liegt am Südhang des Kyffhäusergebirges, auf Sedimenten des Zechstein, in einer Höhe zwischen 130 und 190 Meter über Normalnull, über der lössbedeckten Diamantenen Aue. Der Zechsteinuntergrund enthält auch Kali- und Steinsalze. In der Frankenhäuser Saline wurden täglich 250 Tonnen Steinsalz produziert.

### Stadtgliederung
Zu Bad Frankenhausen gehören die Ortsteile Esperstedt (im Osten), Ichstedt (im Nordosten), Ringleben (im Osten), Seehausen (im Süden) und Udersleben (im Nordosten).

## Geschichte

### Vorgeschichtliche Zeit
Durch Ausgrabungen wurden erste Besiedlungen in der Talaue zwischen Kyffhäuser und Hainleite vor etwa 10.000 Jahren nachgewiesen. Mit der Kattenburg schützten sich die Bewohner etwa zwei Kilometer nordwestlich vor Frankenhausen am Südrand des Kyffhäusergebirges in Ernstfällen.
Einer der bemerkenswertesten vorgeschichtlichen Kultplätze Thüringens, die Schuchardshöhlen auf dem Kosackenberg, befindet sich etwa zwei Kilometer nordwestlich der Stadt. Diese Opferstätte wurde über vier prähistorische Epochen von der Jungsteinzeit bis zur älteren Eisenzeit genutzt. Die Opfergaben wurden in schwer zugänglichen Felsspalten deponiert. Um 1950 wurden die Höhlen archäologisch untersucht.

### Fränkische Siedlungszeit bis zum Beginn der Frühen Neuzeit
Der Ort Frankenhausen wird erstmals im 9. Jahrhundert in Urkunden des Fuldaer Klosters als fränkische Siedlung genannt. Im Südosten der Unterstadt stand die Wasserburg Frankenhausen und sicherte die Stadt zum Vorland ab. Es wird angenommen, dass vorher ein befestigter fränkischer Hof (Franconhus) den Platz einnahm, denn der Hof ist 998 in einer Königsurkunde erwähnt worden. Reste der Burg haben sich im Terrassenbau des folgenden Schlosses erhalten. Der Wohnturm mit integriertem Rundturm der Oberburg, genannt Hausmannsturm, war geschickt in die Stadtmauer einbezogen. Diese Oberburg soll im 12. Jahrhundert errichtet worden sein. Mit der Burg sollten die Salzquellen gesichert werden.
Seit dem 11. Jahrhundert unterstand die Herrschaft dem Haus Weimar-Orlamünde, seit Anfang des 13. Jahrhunderts übten die Grafen von Beichlingen die Herrschaft aus. 1340 erwarb der Graf von Schwarzburg die seit 1282 mit Stadtrechten versehene Ortschaft. Durch Erbteilung bedingt wurde Frankenhausen von 1571 bis 1594 Sitz der Linie Schwarzburg-Frankenhausen. 1599 kam die Herrschaft durch Erbfall an die Grafen von Schwarzburg-Rudolstadt und wurde bis 1918 Hauptort der zuletzt als Landratsamtsbezirk bezeichneten Unterherrschaft des Fürstentums Schwarzburg-Rudolstadt.

### Schauplatz des Deutschen Bauernkrieges

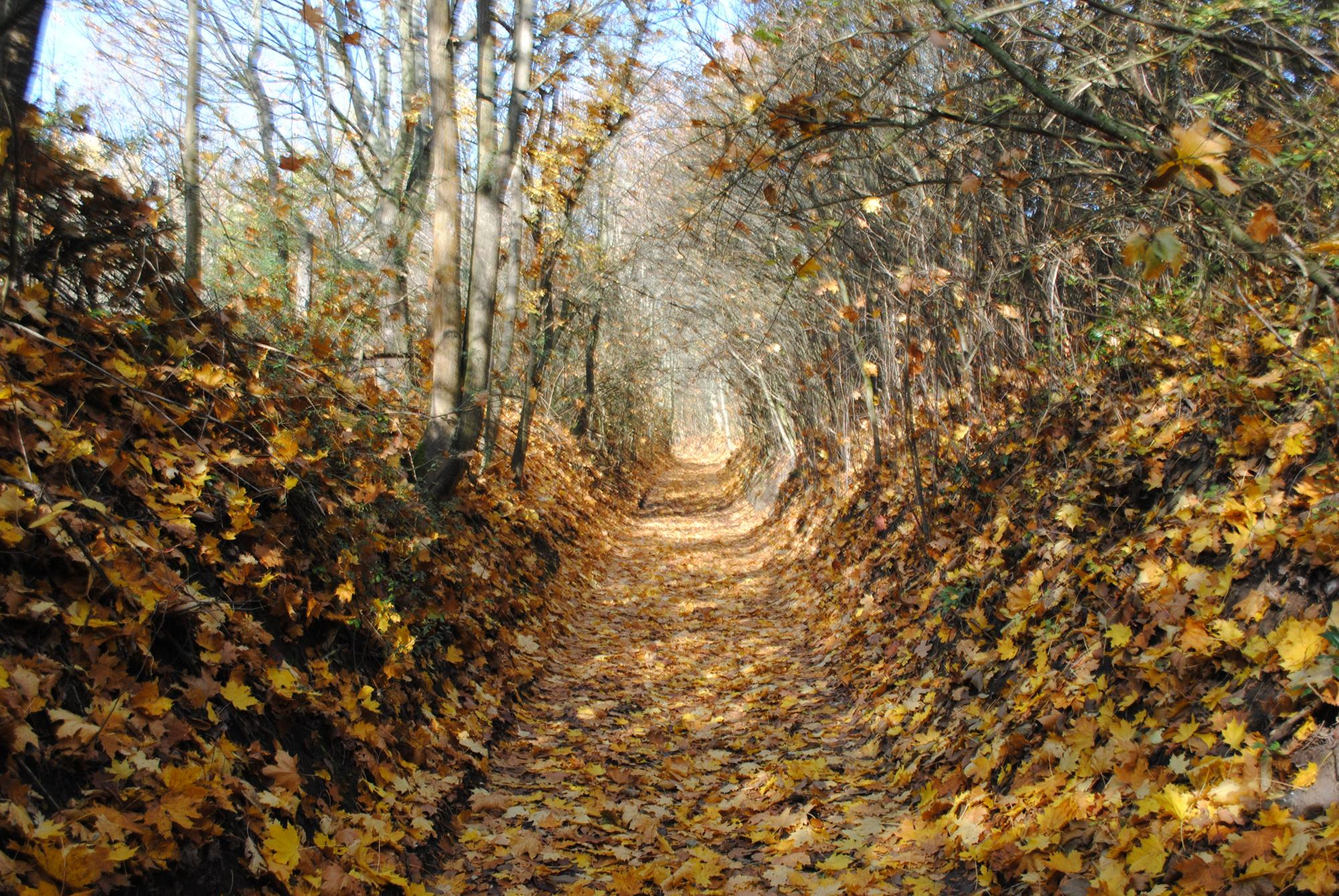
Weg zum Weißen Berg, auch „Blutrinne“ genannt, in Bad Frankenhausen

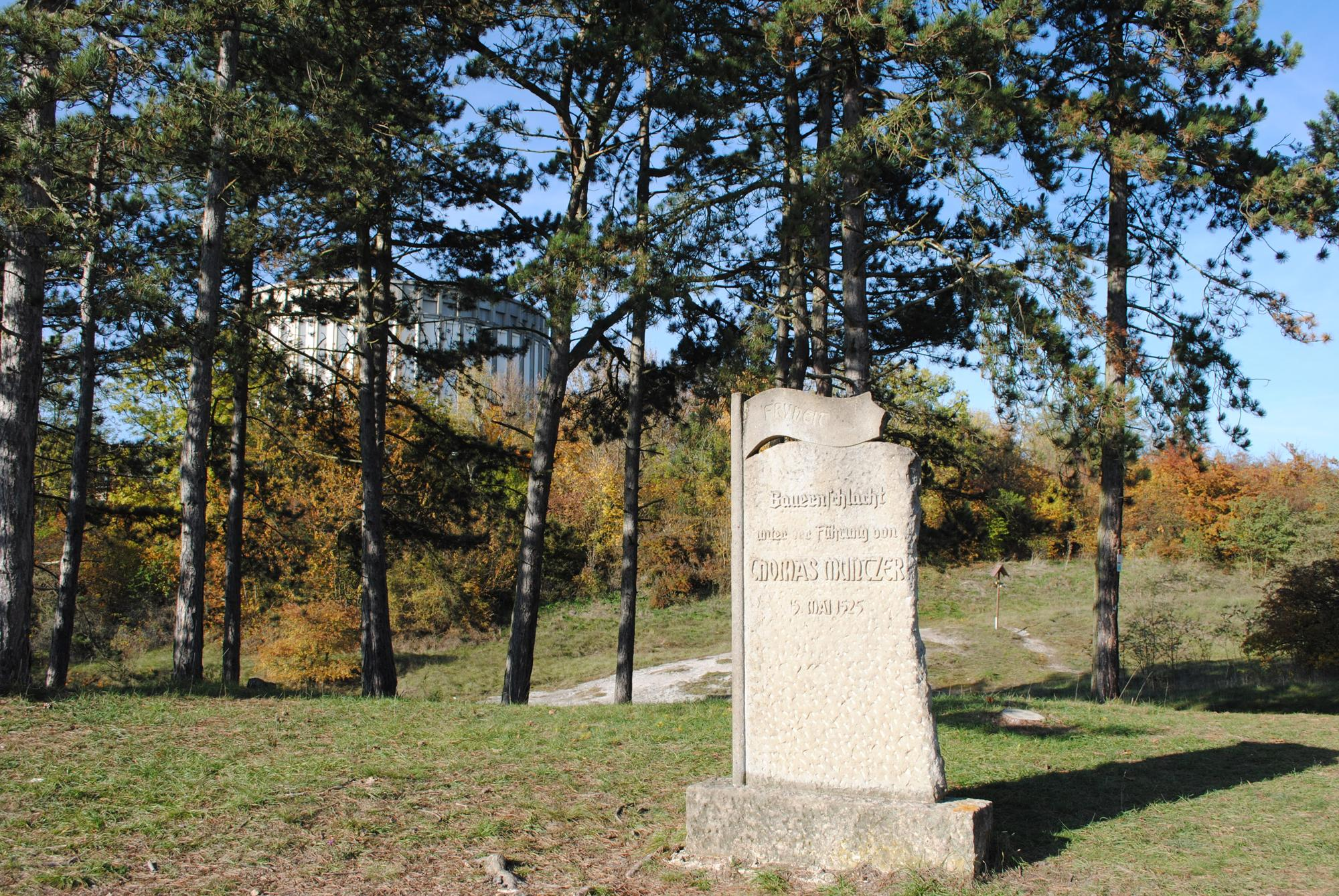
Schlachtfeld am Weißen Berg in Bad Frankenhausen

1525 fand auf dem Schlachtberg am Nordrand der Stadt als die letzte große Schlacht des Deutschen Bauernkrieges die Schlacht bei Frankenhausen statt. Der revolutionäre Theologe Thomas Müntzer war der geistige Anführer und priesterliche Beistand der Bauern und wurde nach deren Niederlage gefangen genommen. Die Bauern hatten 6000 Todesopfer zu beklagen. Der Weg hinauf zum Schlachtberg heißt noch heute „Blutrinne“. Das Bauernkriegspanorama, entstanden von 1976 bis 1989, erinnert an die Ereignisse.

### 17. bis 19. Jahrhundert

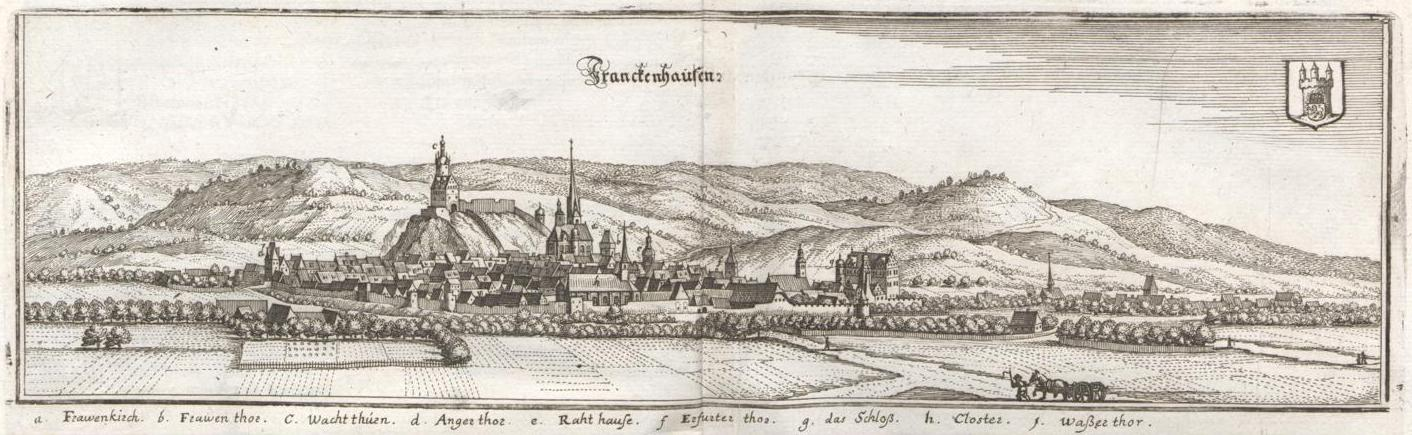
Franckenhausen auf einem Merian-Stich von 1650

Im Jahr 1650 wurde zum ersten Mal eine Neigung des Turms der im 14. Jahrhundert gebauten Oberkirche erwähnt. 1701 ließen sich in Frankenhausen die ersten Knopfmacher nieder. 1799 eröffnete Wilhelm Gottlieb Manniske das erste Krankenhaus. 1818 wurde das erste Kurhaus Manniskes gebaut, in dem die seit 998 zur Salzgewinnung genutzte Solquelle für Heilzwecke genutzt wurde. 1831 wurde die erste Fabrik für Perlmuttknöpfe durch August Zierfuß gegründet und damit eine Grundlage für die weitere industrielle Entwicklung geschaffen. Zu dieser Zeit hatte die Stadt etwa 4200 Einwohner. 1879 eröffnete Minna Hankel das erste Kinderkurheim für scrophulöse Kinder an der Kleinen Wipper.
1896 wurde das Kyffhäuser Technikum – Polytechnisches Institut zur Ausbildung in Landwirtschafts- und Elektrotechnik eröffnet, dort wurde 1908 von dessen Leiter, Professor Sigmund Huppert (1871–1945), ein erster Vortrag über Flugzeugbau gehalten. Das Technikum befand sich zunächst in freier Trägerschaft und bildete zeitweilig bis zu 600 Studierende aus vielen Ländern und unterschiedlicher Religionsangehörigkeit aus. Finanzielle Schwierigkeiten führten 1932 zur Übernahme durch die Stadt, es bestand bis 1946. Am Ende des 19. Jahrhunderts erhielt die Stadt Bahnanschluss an die Kyffhäuserbahn, zunächst 1894 nach Bretleben und 1898 nach Sondershausen. Mit dem Bahnanschluss bekam die Solebadekur – in hölzernen Badezubern – Auftrieb.

### 20. und 21. Jahrhundert

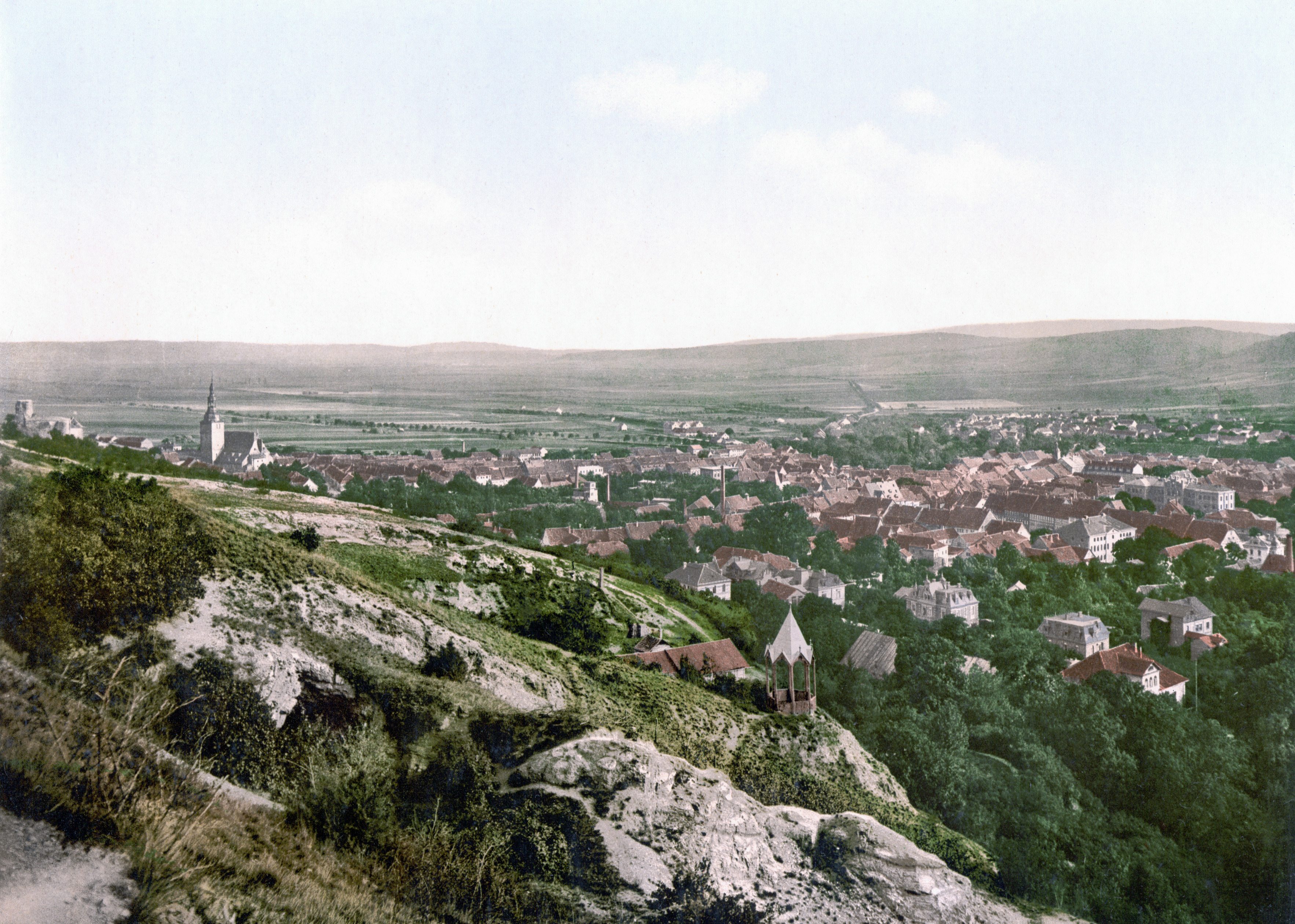
Frankenhausen um 1900

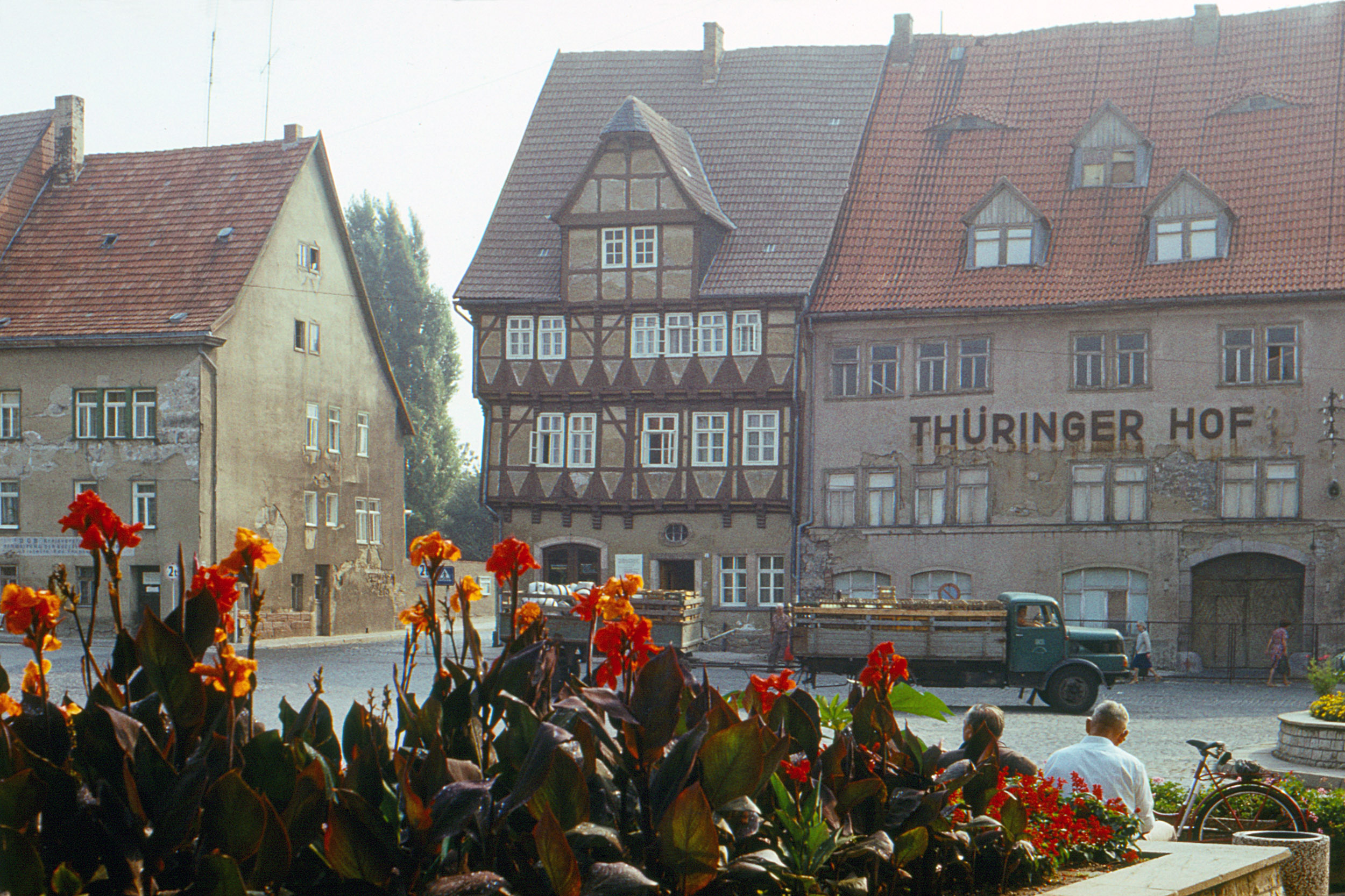
Geschlossener Thüringer Hof

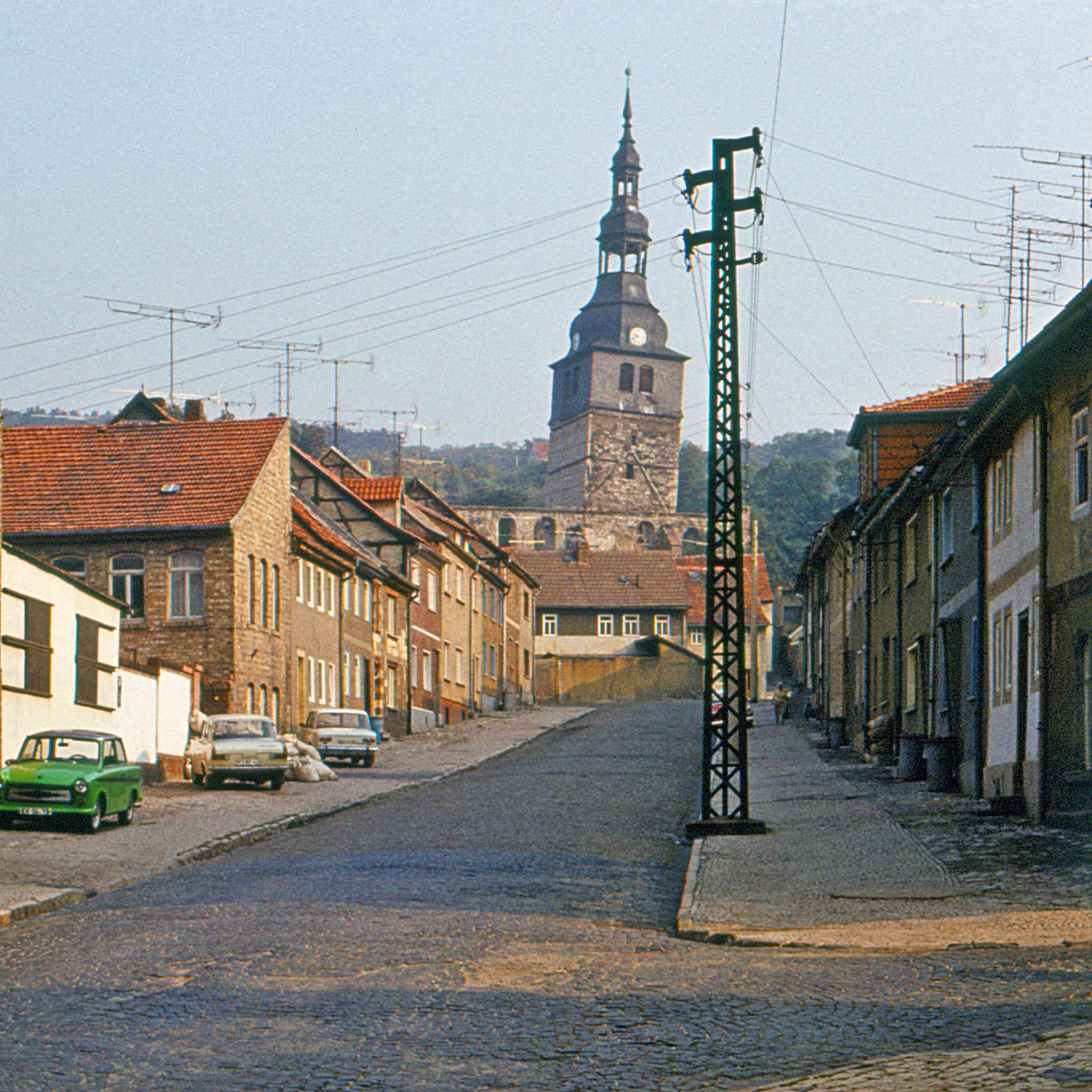
Zustand Bornstraße 1982 mit Westantennen

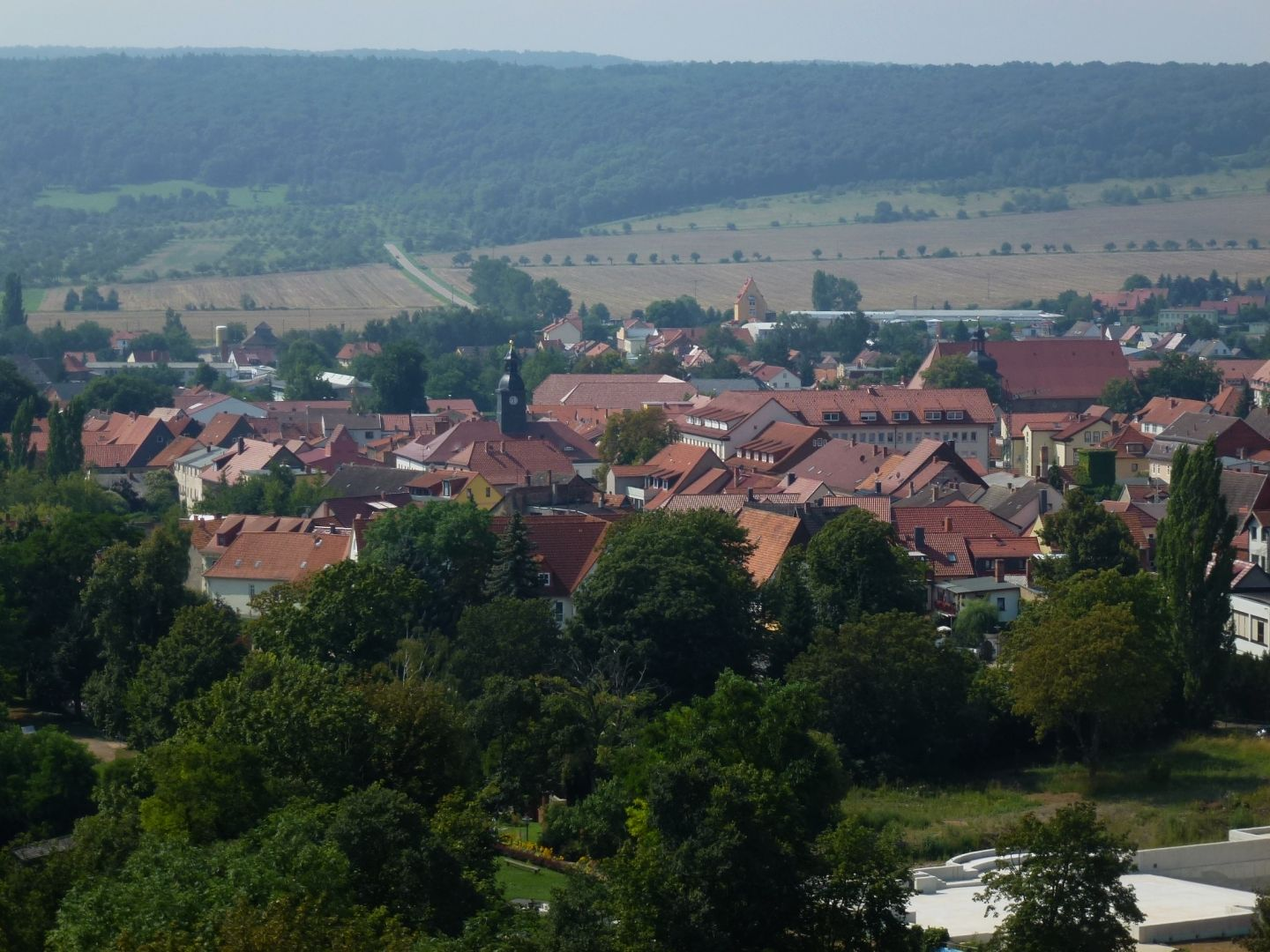
Frankenhausen heute

Am 5. April 1927 erhielt die Stadt die offizielle Bezeichnung Bad Frankenhausen (Kyffh.). 1938 wurde dort das erste Solefreibad in Thüringen eröffnet. Mitte der 1930er Jahre wurden Eisenringe um den schiefen Turm der Oberkirche gelegt und am Kirchenschiff verankert. Besonders verdient machte sich um diese Arbeiten der Dresdener Statik-Professor Georg Rüth, der bei den Bombenangriffen auf Dresden 1945 ums Leben kam.
In der Zeit des Nationalsozialismus waren im Wilhelmstift behinderte Menschen untergebracht. 1940 wurden 50 und 1941 noch einmal 35 im Rahmen des Euthanasie-Tötungsprogramms abtransportiert. Zum Andenken an die in die östlichen Vernichtungslager deportierten Juden ließ die Stadt 1970 im Napptal einen Gedenkstein errichten. Während des Zweiten Weltkrieges mussten hunderte Kriegsgefangene sowie Frauen und Männer aus den besetzten Ländern Zwangsarbeit leisten und zwar auf dem Staatsgut Georg Gremels, in der Rosenmühle, bei Schuhmachermeister Th. Wachsmuth, in den Feinmechanischen Werkstätten Rusch & Co. und auf Bauernhöfen in Udersleben. 17 infolge der Zwangsarbeit Verstorbene wurden später nach Sondershausen umgebettet. Nur noch ein Grab auf dem Friedhof am Uderslebener Weg erinnert an sie.
Beim Anrücken der amerikanischen Truppen des 52nd Infantry Regiment AIB (Armor Infantry Battalion), 9th Armored Division („Ready Rifles“), Company C, unter dem Kommando von Captain Samuel S. Wortham auf Bad Frankenhausen am 11. April 1945 wurde ein US-Panzer von der Panzerfaust eines Volkssturmmanns getroffen und der Kommandant Wortham schwer verwundet. Daraufhin wurden vierzehn Volkssturmmänner im Kampf, auf der Flucht oder beim Versuch, sich zu ergeben, erschossen. Sie ruhen in einem am 18. April angelegten Gemeinschaftsgrab auf dem Friedhof der Stadt, gemeinsam mit acht gefallenen Soldaten und später zugebetteten vier erschossenen Deserteuren.
Anfang Juli 1945 übergaben die US-Truppen die Stadt, wie ganz Thüringen, an die Rote Armee. Damit wurde Bad Frankenhausen Teil der SBZ und ab 1949 der DDR.
In den 1980er Jahren waren viele Häuser wie am Anger renovierungsbedürftig. Der Thüringer Hof war geschlossen und verfiel.
Eine DDR-typische Besonderheit der 70er und 80er Jahre sind die „Westantennen“ zum Empfang des „Westfernsehens“. Mit „Westantennen“ wurden Fernsehantennen bezeichnet, die vorwiegend zum Empfang der westdeutschen Programme ARD und ZDF dienten. Wenn die Empfangsbedingungen für die Fernsehsender einigermaßen günstig waren, dann waren mitunter Mengen solcher Antennen auf den Dächern zu finden. Diese Yagiantennen waren auf den Sendeturm Söhrewald südlich von Kassel ausgerichtet. Der Turm steht in 485 m Höhe und ist 148 m hoch. Die Entfernung Luftlinie bis Bad Frankenhausen-Bornstraße beträgt 105 km. Die auf dem Foto von 1982 abgebildeten Antennen besaßen zahlreiche Direktoren vor dem Dipol und wurden als Langyagiantennen bezeichnet. Damit bestanden gute Empfangsbedingungen bei nahezu allen Wetterlagen.
Die DDR-Zeit (1949–1990) hat in der Stadt ansonsten wenig Spuren hinterlassen, sieht man von den üblichen Verfallserscheinungen an der alten Bausubstanz im Ortskern ab; die Baulücken wurden inzwischen mit maßstäblicher Architektur weitgehend geschlossen.
Nach der Wende gründete sich im Jahr 1992 wieder ein Förderverein Oberkirche zur Stabilisierung des Turms.
1998 wurde die Kyffhäuser-Therme eröffnet.
Mit der Einstellung des Verkehrs auf der Kyffhäuserbahn zwischen Bretleben und Sondershausen verlor die Stadt im Dezember 2006 ihren Bahnanschluss.
2007 wurde der Stadt das Prädikat Sole-Heilbad verliehen.

### Eingemeindungen
Am 1. Dezember 2007 wurde Esperstedt mit seinen 648 Einwohnern nach Bad Frankenhausen eingemeindet.
Am 1. Januar 2019 wurden Ichstedt und Ringleben aus der aufgelösten Verwaltungsgemeinschaft Mittelzentrum Artern nach Bad Frankenhausen eingemeindet.

## Einwohnerentwicklung seit 1994
Entwicklung der Einwohnerzahl (31. Dezember):
| - 1994: 9730 - 1995: 9834 - 1996: 9768 - 1997: 9661 - 1998: 9542 - 1999: 9472 | - 2000: 9432 - 2001: 9233 - 2002: 9132 - 2003: 8978 - 2004: 8809 - 2005: 8775 | - 2006: 8706 - 2007: 9292 - 2008: 9097 - 2009: 9000 - 2010: 8962 - 2011: 8677 | - 2012: 8677 - 2013: 8672 - 2014: 8734 - 2015: 8792 - 2016: 8975 - 2017: 8893 | - 2018: 8844 - 2019: 10.319* - 2020: 10.019 - 2021: 9.951 - 2022: 9.995 |

* ab 2019 vergrößerte Stadt Bad Frankenhausen

## Politik

### Stadtrat
Nach der Kommunalwahl vom 26. Mai 2024 mit einer Wahlbeteiligung von 56,2 % setzt sich der Stadtrat Frankenhausens wie folgt zusammen:
| Kommunalwahl 2024                | Kommunalwahl 2024 | Kommunalwahl 2024 | Kommunalwahl 2024 | Kommunalwahl 2024 | Kommunalwahl 2024 | Kommunalwahl 2024 |
| Partei / Liste                   | CDU               | Linke             | SPD               | ProF*             | GfBF**            | Gesamt            |
| -------------------------------- | ----------------- | ----------------- | ----------------- | ----------------- | ----------------- | ----------------- |
| Sitze                            | 3 Sitze           | 3 Sitze           | 8 Sitze           | 4 Sitze           | 6 Sitze           | 24 Sitze          |
| Stimmenanteil                    | 13,1 %            | 10,2 %            | 33,8 %            | 17,6 %            | 25,3 %            | 100 %             |
| Wahlbeteiligung: 62,3 %          |                   |                   |                   |                   |                   |                   |
| Zum Vergleich: Kommunalwahl 2019 |                   |                   |                   |                   |                   |                   |
| Partei / Liste                   | CDU               | Linke             | SPD               | ProF*             | GfBF**            | Gesamt            |
| Sitze                            | 5 Sitze           | 4 Sitze           | 9 Sitze           | 3 Sitze           | 3 Sitze           | 24 Sitze          |
| Stimmenanteil                    | 21,3 %            | 16,5 %            | 35,9 %            | 13,3 %            | 13,0 %            | 100 %             |
| Wahlbeteiligung: 56,2 %          |                   |                   |                   |                   |                   |                   |
| Zum Vergleich: Kommunalwahl 2014 |                   |                   |                   |                   |                   |                   |
| Partei / Liste                   | CDU               | Linke             | SPD               | ProF*             | NPD               | Gesamt            |
| Sitze                            | 6 Sitze           | 4 Sitze           | 8 Sitze           | 1 Sitz            | 1 Sitz            | 20 Sitze          |
| Stimmenanteil                    | 28,5 %            | 21,3 %            | 39,3 %            | 6,4 %             | 4,5 %             | 100 %             |
| Wahlbeteiligung: 48,9 %          |                   |                   |                   |                   |                   |                   |
| Zum Vergleich: Kommunalwahl 2009 |                   |                   |                   |                   |                   |                   |
| Partei / Liste                   | CDU               | Linke             | SPD               | ProF*             | –                 | Gesamt            |
| Sitze                            | 5 Sitze           | 4 Sitze           | 9 Sitze           | 2 Sitze           | –                 | 20 Sitze          |
| Stimmenanteil                    | 22,5 %            | 20,2 %            | 46,1 %            | 11,2 %            | –                 | 100 %             |
| Wahlbeteiligung: 48,4 %          |                   |                   |                   |                   |                   |                   |

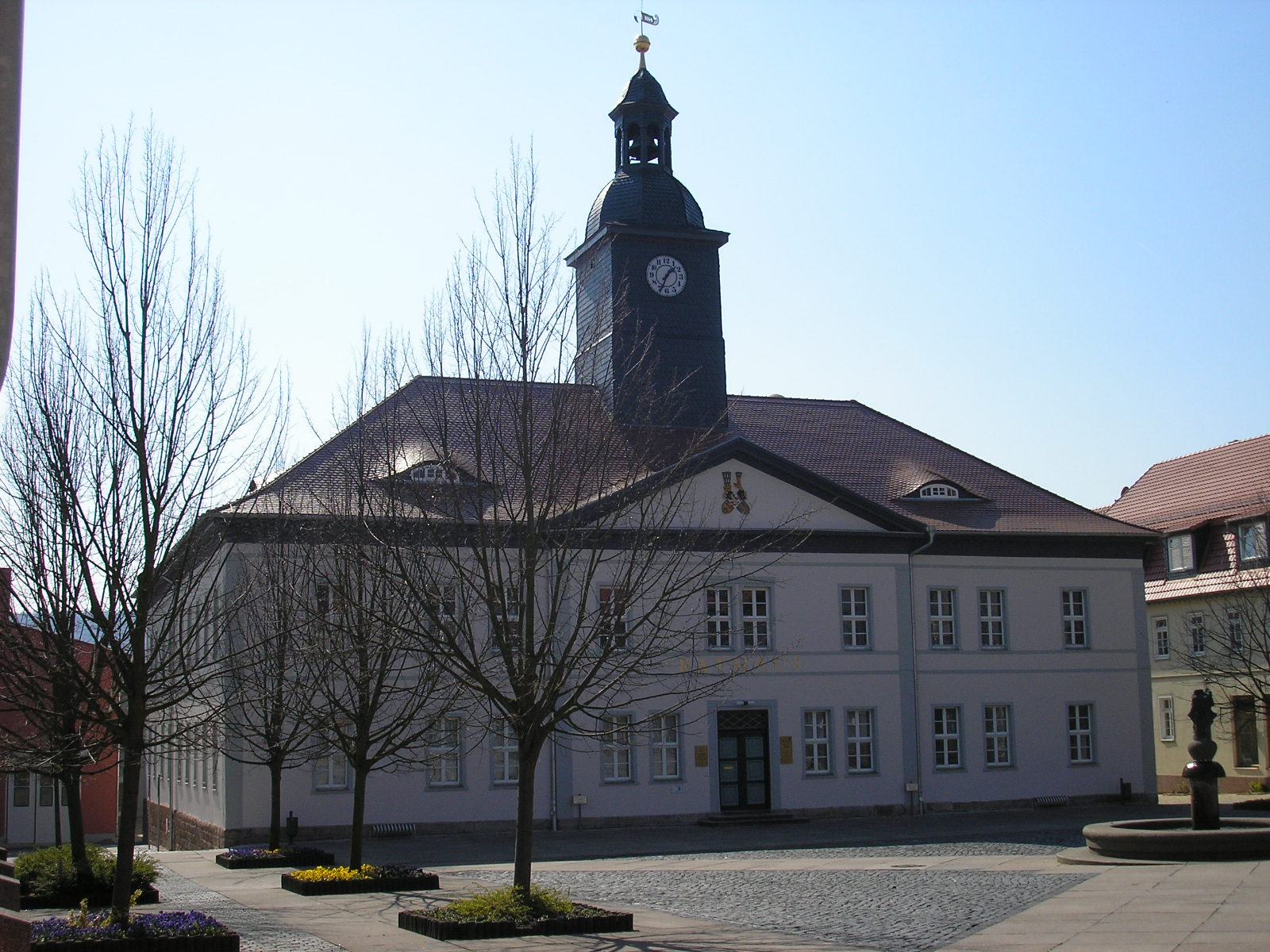
Rathaus Bad Frankenhausen

* Pro Frankenhausen     ** Gemeinsam für Bad Frankenhausen

### Wappen
Blasonierung: „In Rot eine goldene Burg mit breitem Torturm und zwei kleinen Mauertürmen, die goldbeknauften Dächer gold-rot quergestreift; der Hauptturm mit offenem Tor und über dem Torbogen ein hochgezogenes Fallgatter; in der Toröffnung schwebend ein blauer Schild mit goldenem Löwen.“
Das Wappen von Bad Frankenhausen ist in dieser Form bereits auf dem ältesten SIGILLVM CIVITATIS FRANKENHUSENSIS an einer Urkunde aus dem Jahre 1384 zu sehen. Der Schwarzburger Löwe lässt die Erinnerung an die Schwarzburger Herrschaft fortleben. Nachdem Frankenhausen ungefähr 130 Jahre grafenbeichlingisch gewesen war, verkauften die Grafen von Beichlingen beider Linien am 29. Dezember 1340 Frankenhausen, d. h. Burg und Stadt mit allen Zubehörungen und Gerechtsamen, an die Grafen Günther XXI. und Heinrich XII. zu Schwarzburg. Der Kaufpreis betrug 6.500 Mark lötigen Silbers Erfurter Gewichts.

### Städtepartnerschaften
Die Stadt pflegt seit 1990 eine Partnerschaft zu Bad Sooden-Allendorf in Hessen.

## Wirtschaft und Infrastruktur

### Unternehmen
Bad Frankenhausen war früher bekannt durch seine Knopfindustrie. Aktuell ist die Kleinindustrie vorherrschend.
Schwerpunkt ist aber der Tourismus. Nicht nur das Kyffhäusergebirge mit seinen Wäldern, sondern vor allem die Solequellen sind Voraussetzung für einen intensiven Kurbetrieb in Bad Frankenhausen.
Die KMG Kliniken betreiben mit dem Manniske-Krankenhaus eine Akutklinik, die bis 1994 den Landkreis Artern als Träger und bis 2019 die DRK gemeinnützige Krankenhausgesellschaft Thüringen Brandenburg mbH besaß. Zudem gibt es das Reha-Zentrum Bad Frankenhausen als Einrichtung der Deutschen Rentenversicherung Bund und die Reha-Klinik am Kyffhäuser für Kinder und Jugendliche (Träger: Klinik GmbH & Co. Sophienheilstätte KG).
Neben dem Kurbetrieb und den Tourismusbetrieben ist die Bundeswehr in der Kyffhäuser-Kaserne außerhalb der Stadt ein wichtiger Arbeitgeber in der Region.

### Militär
1972 wurde Bad Frankenhausen Garnisonsstadt. In der dortigen, ab 1968 ursprünglich für die NVA erbauten Kyffhäuser-Kaserne wurden nach 1990 das Standortsanitätszentrum Bad Frankenhausen, das Logistikbataillon 131, das Panzergrenadierbataillon 381, das Panzerbataillon 383 und die teilaktiven Verbände Panzergrenadierbataillon 382 und Panzerbataillon 384 stationiert. Mit Stand 2022 beherbergt die Kyffhäuser-Kaserne das Panzerbataillon 393, die 1. und 4. Kompanie des Versorgungsbataillons 131 (ehemals Logistikbataillon 131), das Sanitätsversorgungszentrum Bad Frankenhausen sowie die ZAW-Betreuungsstelle Bad Frankenhausen.

### Verkehr
Die Stadt liegt an der Bundesstraße 85 sowie unweit der Bundesautobahnen 38 und 71. Der Personenverkehr auf der durch Bad Frankenhausen führenden Bahnstrecke Bretleben–Sondershausen wurde im Dezember 2006 eingestellt, die Gleise zwischen Bad Frankenhausen und Sondershausen wurden mittlerweile abgebaut.
Der Flugplatz Bad Frankenhausen liegt drei Kilometer östlich von Bad Frankenhausen.

## Bildung
Im Stadtteil Rathsfeld wurden in der DDR-Zeit Lehrlinge der Forstwirtschaft ausgebildet. Heute wird das Gebäude als Jugend-Waldheim genutzt und dient zugleich als Walderlebnis-Schule.
In Bad Frankenhausen, Am Anger, existierte die Erweiterte Oberschule Robert Uhrig. Die Schule verfügte über einen sprachlichen und einen naturwissenschaftlichen Bildungszweig. In der Bahnhofstraße nahmen getrennte Internatsgebäude Jungen und Mädchen auf, die aus umliegenden Ortschaften stammten. Weiter gab es die Polytechnische Oberschule Thomas Müntzer im Gebäude der ehemaligen Bürgerschule in der Klosterstraße und die Polytechnische Oberschule Juri Gagarin.
Heute gibt es vier staatliche Schulen
- zwei Grundschulen (Bad Frankenhausen, Udersleben), die Grundschule der Stadt Bad Frankenhausen ist zu Beginn des Schuljahres in das sanierte Gebäude der ehemaligen Förderschule in der Feldstraße umgezogen und heißt jetzt Kurstadt-Grundschule.
- eine Regelschule (Juri-Gagarin-Schule Bad Frankenhausen). Die Schule wurde in den 2000er Jahren umfassend saniert.
- ein Gymnasium (Kyffhäusergymnasium Bad Frankenhausen) im Gebäude der ehemaligen Bürgerschule und der ehemaligen POS „Thomas Müntzer“. Für das Gymnasium ist durch den Kyffhäuserkreis ein Neubau in der Bahnhofstraße unmittelbar angrenzend an die in den 1990er Jahren errichtete Zweifelder-Sporthalle geplant. Neben dem Schulgebäude ist auch die Errichtung einer Mensa als Mehrzwecksaal geplant.
- sowie eine berufsbildende Schule in freier Trägerschaft (Kyffhäuser-Paracelsus-Schule Bad Frankenhausen)[22]

## Kultur und Sehenswürdigkeiten
- Der „Hausmannsturm“, eines der Wahrzeichen von Bad Frankenhausen, wurde 998 erstmals urkundlich erwähnt und im 13. Jahrhundert weiter ausgebaut. Er war einst Teil der „Oberburg“ und in die ehemalige Stadtbefestigung integriert.
- Der „Schiefe Turm von Bad Frankenhausen“[23] war im 14. Jahrhundert als Kirchturm der 630 Jahre alten Oberkirche „Unser Lieben Frauen am Berge“ erbaut worden. Bedingt durch geologische Prozesse im Untergrund ist er in den vergangenen Jahrhunderten in „Schieflage“ geraten. Nach dem Einsturz von unterirdischen Hohlräumen drohte im Jahr 1908 erstmals der Abriss. Die 56 m hohe Turmspitze hat sich inzwischen um 4,93° zur Lotrichtung geneigt. Er ist stärker geneigt als der Schiefe Turm von Pisa, der im Jahr 2011 um 3,97° zur Lotrichtung geneigt war. Das Dach des Kirchenschiffs wurde 1962 wegen Befall mit Hausschwamm abgetragen; seitdem stehen nur noch die Mauern der Kirche neben dem inzwischen mit einer Sicherungskonstruktion stabilisierten und aufwendig sanierten Turm.
- Am Rand der Stadt Im „Quellgrund“ befinden sich zwei bedeutende Solequellen Mitteleuropas – die  „Elisabethquelle“ und die in 35 m Entfernung von dieser entspringende „Schüttschachtquelle“. Zur Erschließung der sulfathaltigen Sole, die aus diesen beiden artesischen Solebrunnen gewonnen wird, wurden 1857 und 1866 zwei Bohrungen in eine Tiefe von 343 m und 346 m niedergebracht und anschließend ausgebaut. Das Steinsalz der Staßfurter-Formation „Zechstein 2“, das aus der Sole dieser Brunnen gewonnen wird, wurde bereits in der älteren Eisenzeit (8. bis 6. Jahrhundert v. Chr.) genutzt. Die mit einer Quellfassung versehene Elisabethquelle wurde zunächst zur Salzgewinnung und erst später balneologisch und für Trinkkuren genutzt. Der Quellgrund und die Elisabethquelle sind für Besucher zugänglich.
- Die evangelische St.-Petri-Kirche, auch bekannt als „Altstädter Kirche“, befindet sich in der Alten Kirchgasse. Man deutet die auf ihrer Westseite ergänzte Ruine als Teil einer dreischiffigen, romanischen Basilika, die nie fertiggestellt wurde. Nur der mit einer Apsis versehene Chor  blieb erhalten. In der Kuppel der Apsis sind im 14. Jahrhundert geschaffene Fresken mit Szenen des Jüngsten Gerichts dargestellt, die aber im 19. Jahrhundert durch den Kirchenmaler Wernicke verändert wurden. Wernicke bereicherte das Wandbild um die ursprünglich nicht vorhandene „Höllenszene“ am rechten Bildrand. Die letzte Sanierung erfolgte 1996.[24][25]
- Am Nordrand der Stadt befindet sich in einem markanten Rundbau auf dem Schlachtberg das Panorama Museum Bad Frankenhausen mit dem monumentalen Bauernkriegspanorama-Gemälde von Werner Tübke (eröffnet 1989).
- Das Schloss Frankenhausen der Fürsten zu Schwarzburg-Rudolstadt ist aus der so genannten Unterburg hervorgegangen. Es beherbergt das Regionalmuseum.
- In der Nähe Frankenhausens befinden sich die Barbarossahöhle und das Kyffhäuserdenkmal – sie brachten Bad Frankenhausen den Beinamen Barbarossastadt ein
- Kyffhäuser-Therme (3,5%-Sole)
- Der Friedhof der ehemaligen Jüdischen Gemeinde in einem Waldgebiet im Napptal wurde 1933 von den Nationalsozialisten zerstört. Mitte der 1970er Jahre ließ der Rat der Stadt dort einen Gedenkstein errichten.
- Das Theater- und Performance-Kollektiv Dramazone wurde in Bad Frankenhausen gegründet und hat hier seinen Produktionssitz.
- Die Unterkirche wurde von 1691 bis 1701 am Standort einer Klosterkirche von 1215 erbaut.
- Die römisch-katholische Kirche St. Mariä Himmelfahrt wurde 1930 erbaut.
- Die Stadt liegt am Lutherweg.
- Durch die Stadt führen der Unstrut-Werra-Radweg und der Kyffhäuser-Radweg.

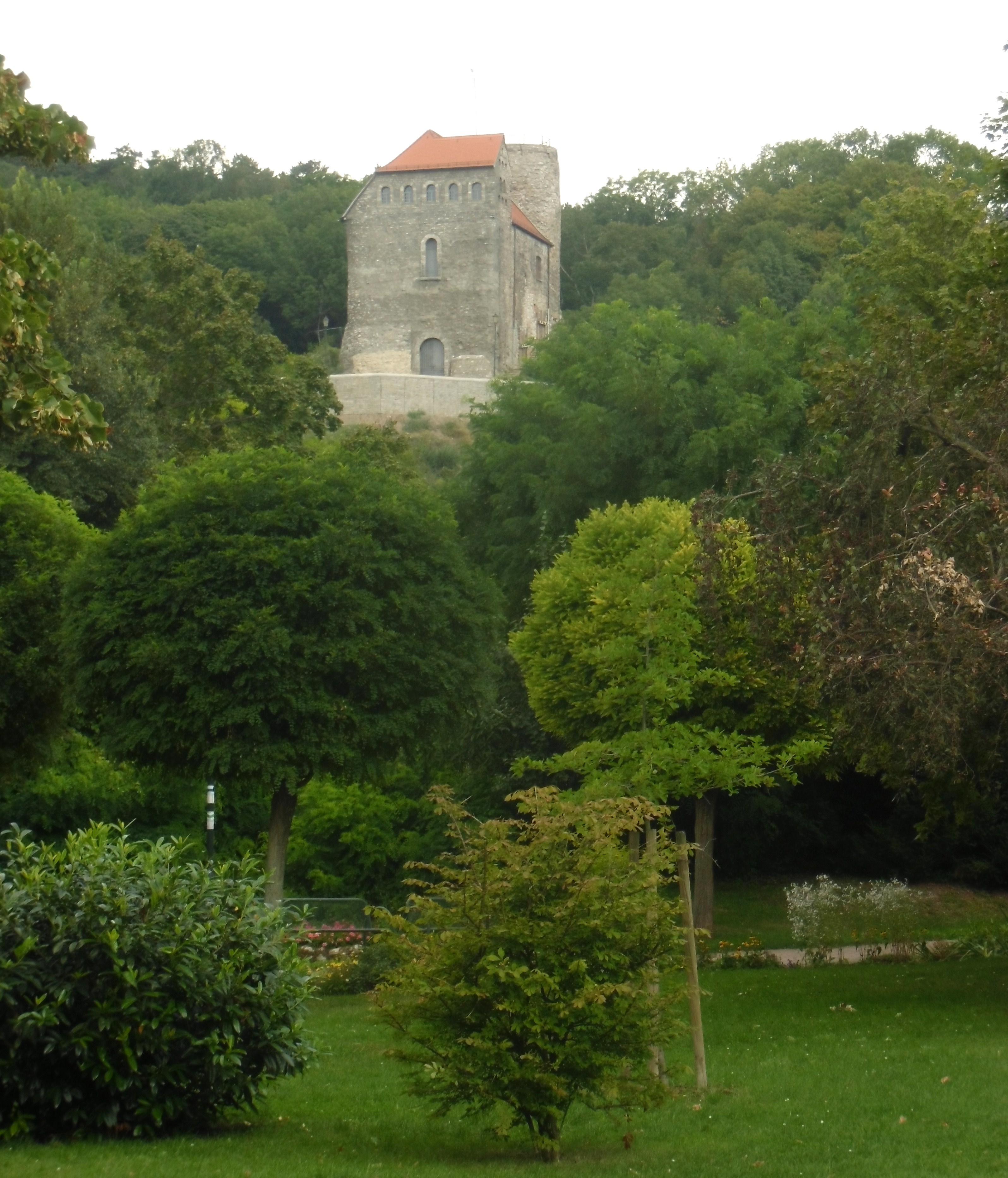
Der Hausmannsturm
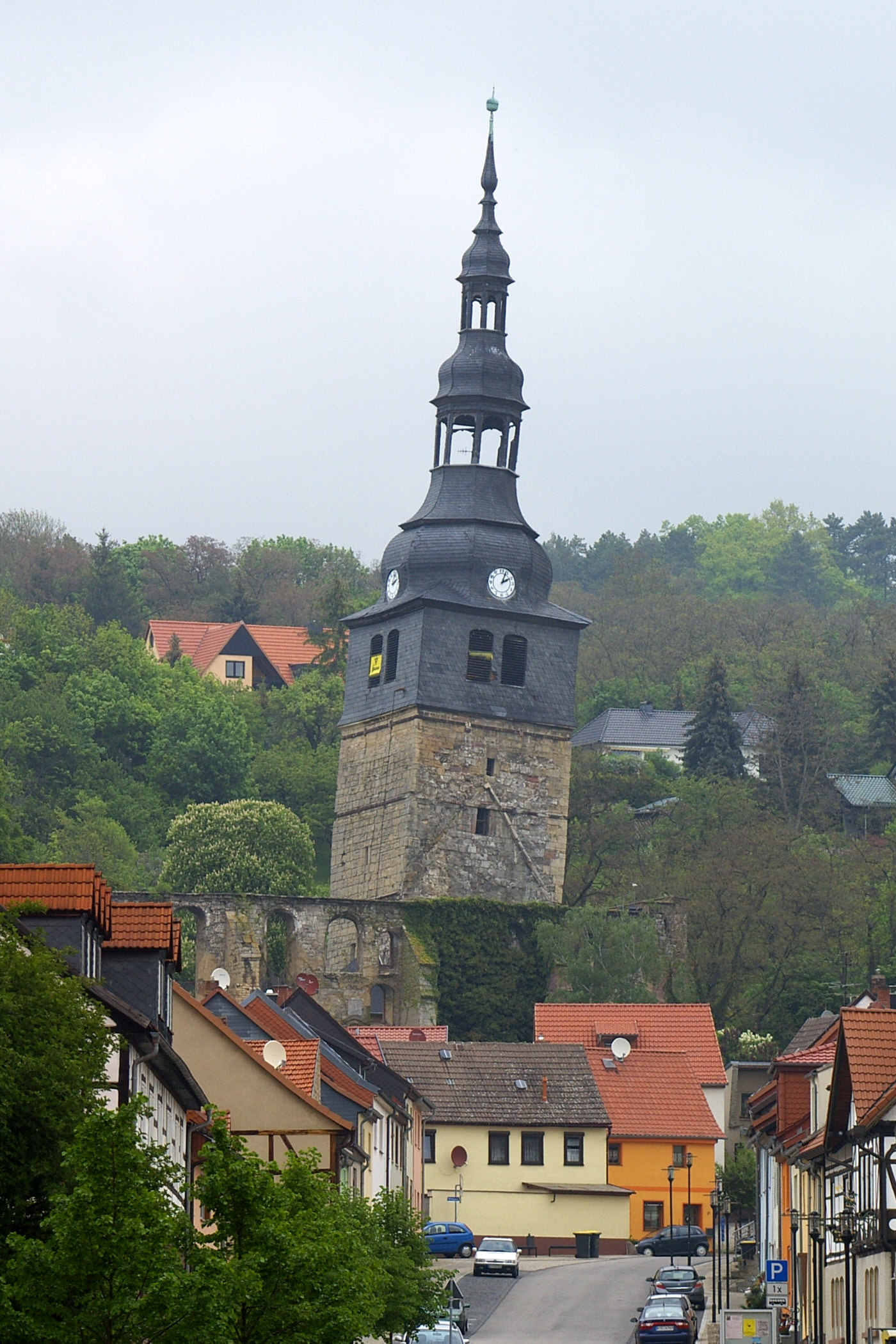
Der Schiefe Turm von Bad Frankenhausen
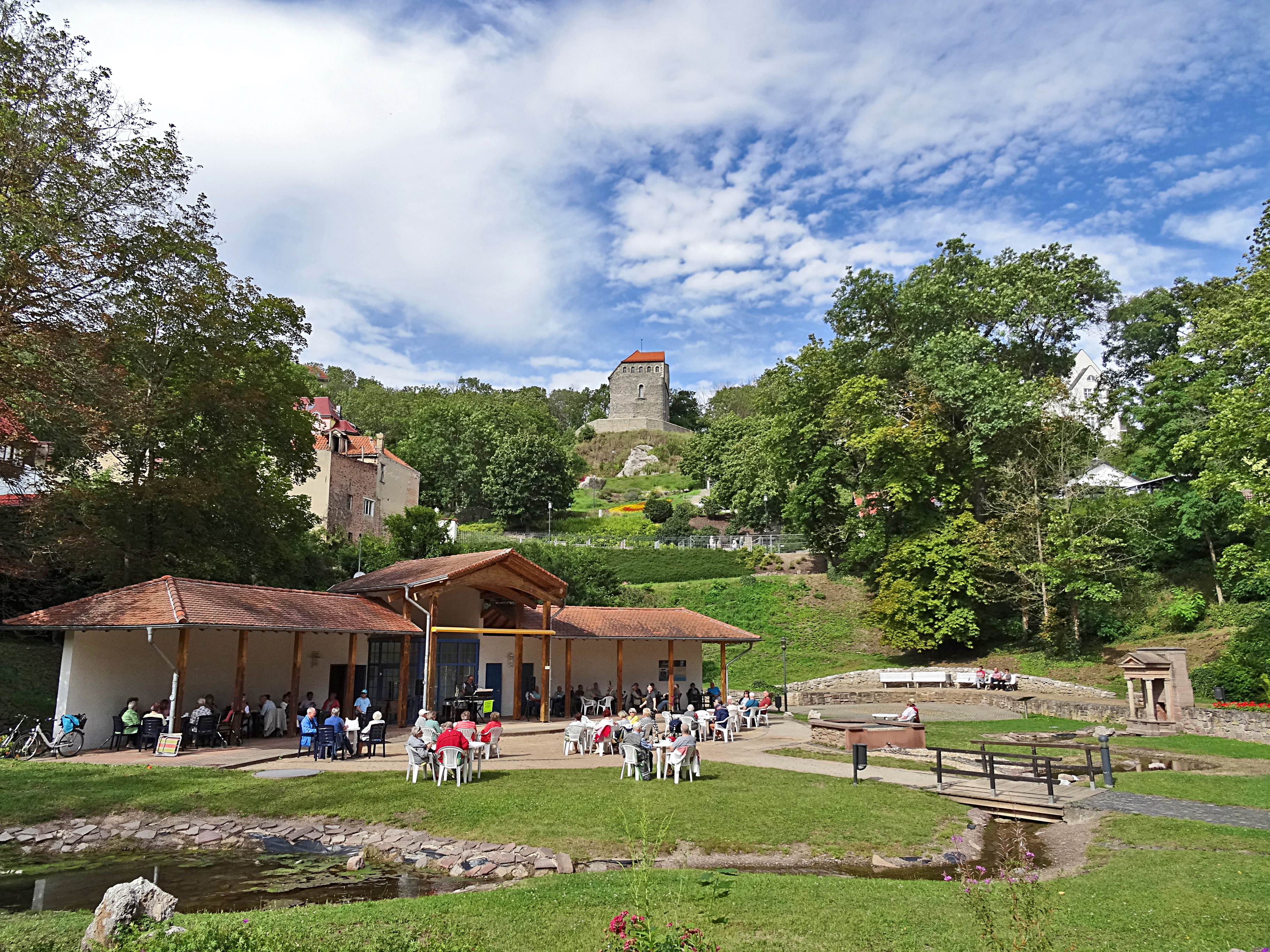
Der Quellgrund mit Quellfassung der Elisabethquelle
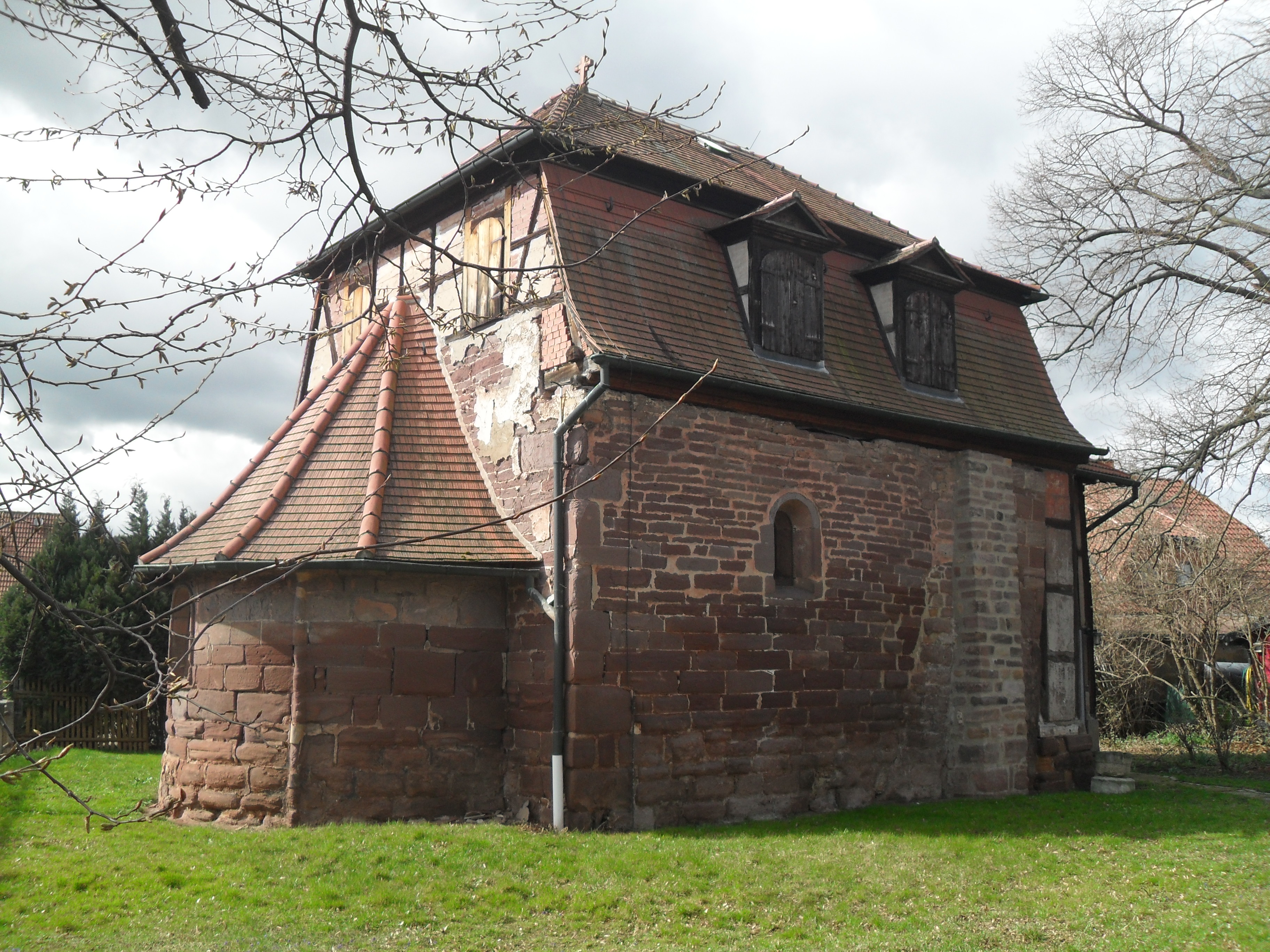
St.-Petri-Kirche, auch „Altstädter Kirche“ genannt
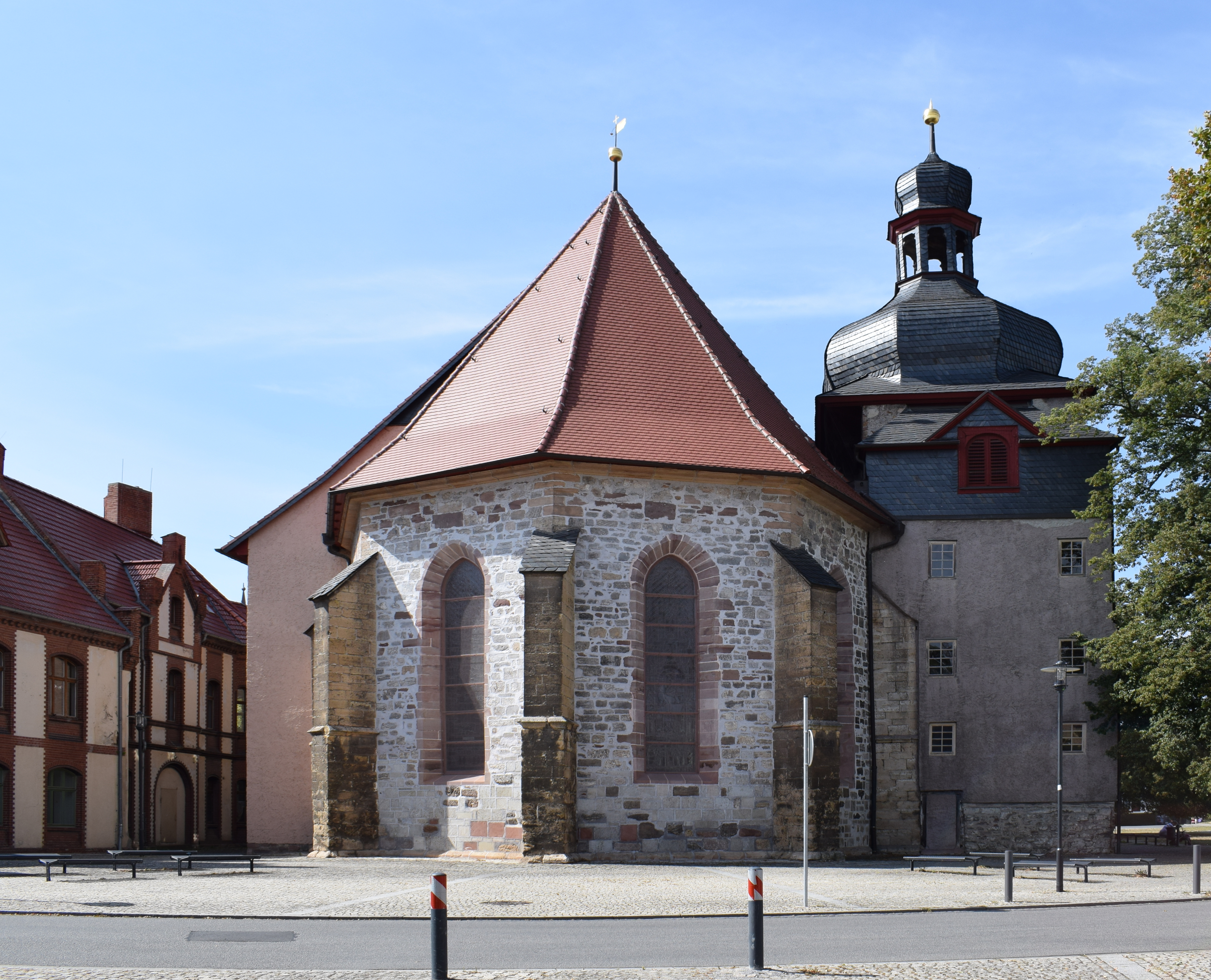
St.-Marien-Kirche, auch „Unterkirche“ genannt
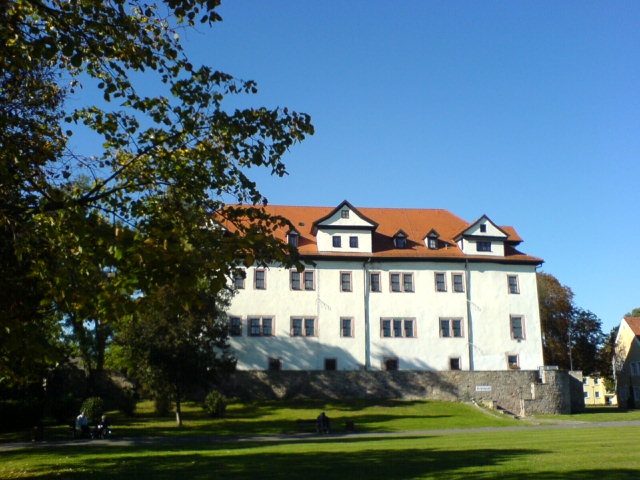
Schloss Frankenhausen
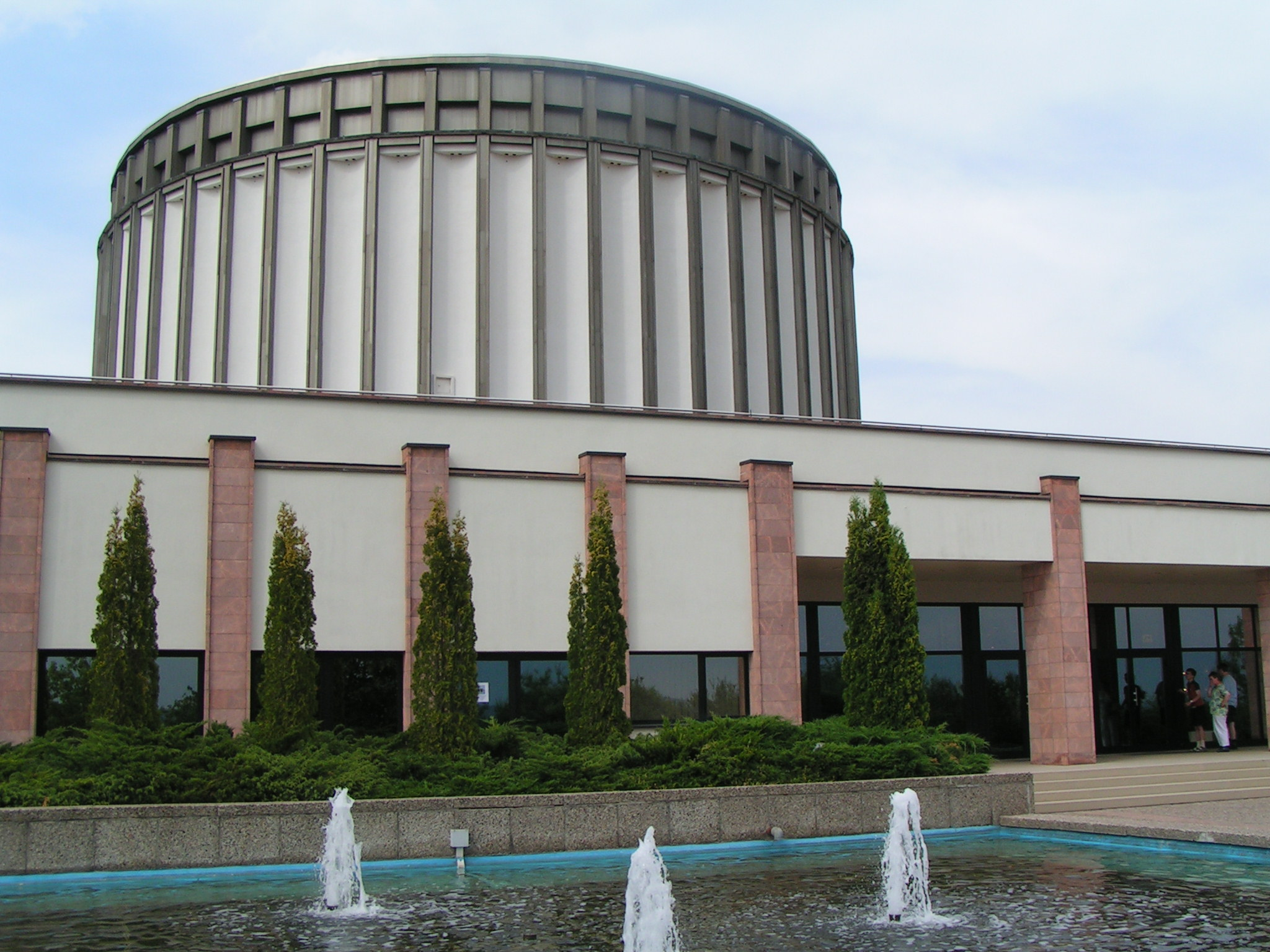
Panorama Museum Bad Frankenhausen
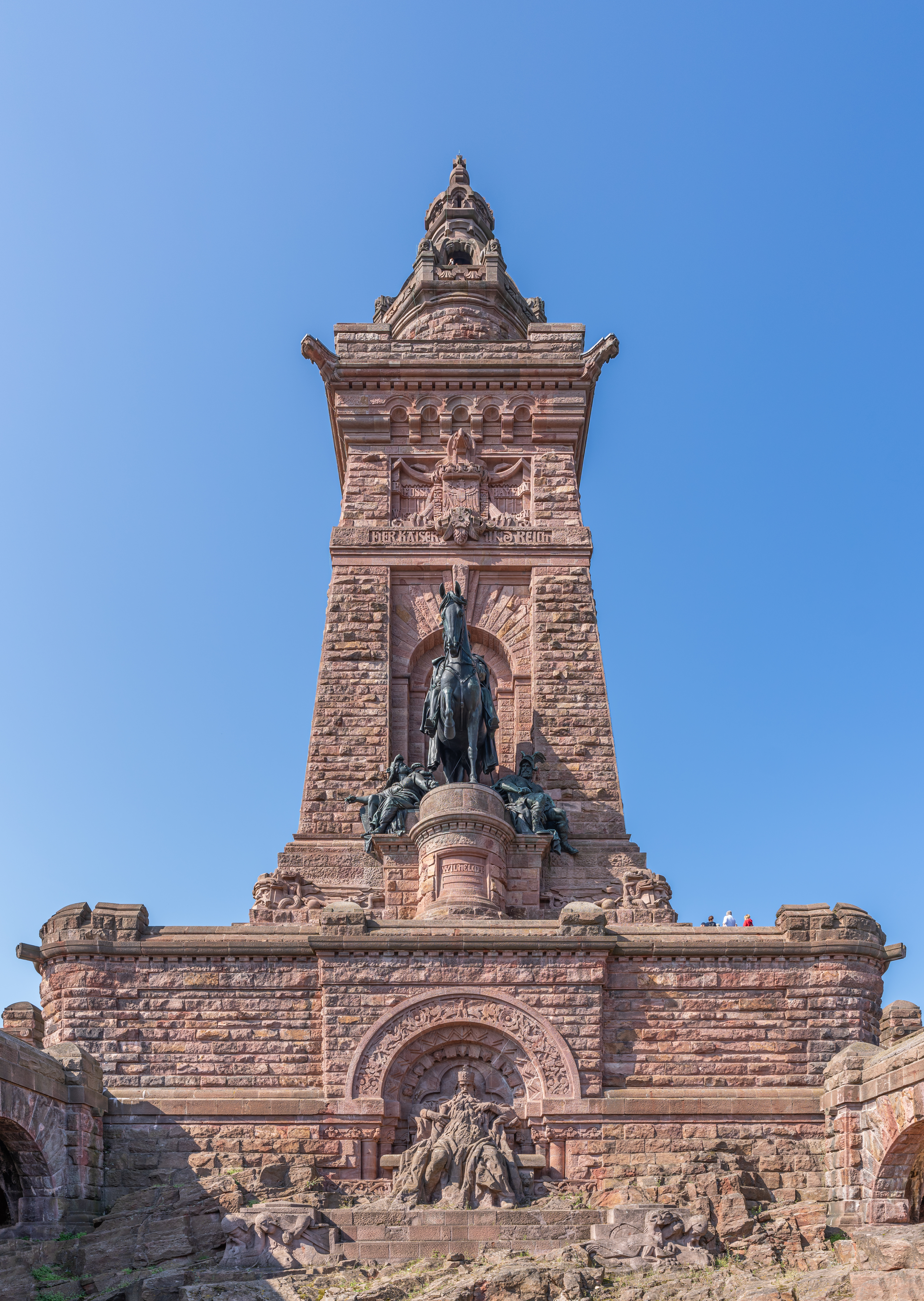
Kyffhäuserdenkmal

## Persönlichkeiten

### Söhne und Töchter der Stadt
- Erasmus Rothmaler der Jüngere (1599–1662), lutherischer Geistlicher und neulateinischer Dichter in Preußen
- Johann Rothmaler (1601–1650), Theologe und Geistlicher, später Superintendent von Frankenhausen
- Johann Elias Rothmaler (1634–1694), lutherischer Geistlicher und Alchemist
- Johann Melchior Steinbrück (1673–1723), erster Inspektor der Porzellanmanufaktur Meißen, entwarf die „Chur-Schwerter“ als Markenzeichen
- Johann Friedrich Müldener (1715–1766), Stadtsyndikus, Advokat und Chronist
- Ludwig Friedrich von Beulwitz (1726–1796), Jurist
- Justus Friedrich Wilhelm Zachariae (1726–1777), Schriftsteller, Professor für Dichtkunst am Collegium Carolinum in Braunschweig
- August Wilhelm Gottlieb Manniske (1769–1835), Arzt, Physikus, Fürstlich-Schwarzburg-Rudolstädterischer Rat
- Karl August Rüdiger (1793–1869), Altphilologe und Pädagoge
- Ernst Gottfried Hornung (1795–1862), Apotheker, Botaniker und Entomologe (nach ihm wurde Steppenkresse „Hornungia“ benannt)
- Andreas August Zierfuß (1803–1867), Begründer des Knopfhandwerks und Fabrikant, Hersteller von Perlmutterknöpfen
- August Welke (1841–1885), erster sozialdemokratischer Landtagsabgeordneter in Deutschland
- Robert Herman Foerderer (1860–1903), von 1901 bis 1903 US-amerikanischer Kongressabgeordneter aus Pennsylvania
- Selmar Schönland (1860–1940), Botaniker, Erforscher der Flora im südlichen Afrika
- Franz Winter (1860–1920), erster sozialdemokratischer Präsident eines deutschen Landtags
- Rudolf Aderhold (1865–1907), Botaniker, geheimer Regierungsrat, Direktor der Kaiserlichen Anstalt für Land- und Forstwirtschaft in Berlin-Dahlem
- Wilhelm Apel (1873–1960), Politiker (SPD) und Landrat des Main-Taunus-Kreises
- Hugo L. Braune (1872–1937), Maler
- Karl Huth (1894–1957), Buchdrucker und Verleger
- Wilhelm Alverdes (1896–1980), Gartenarchitekt
- Hermann Rübesamen (1892–1916), Schachkomponist
- Otto Bessenrodt (1897–1971), Philologe, Gymnasiallehrer, Heimatkundler und Publizist,[1] Schriftsteller und Kulturwissenschaftler
- Doris Schade (1924–2012), Schauspielerin
- Werner Haselhuhn (1925–2007), Maler und Grafiker; Ehrenbürger der Stadt
- Tom Schilling (* 1928), Choreograf für modernes Tanztheater
- Gerhard Wolf (1928–2023), Schriftsteller und Verleger
- Rainer Kerndl (1928–2018), Schriftsteller und Theaterkritiker
- Hans-Dieter Döpmann (1929–2012), Kirchenhistoriker
- Günther Gassmann (1931–2017), evangelisch-lutherischer Theologe
- Reinhard Lauer (* 1935), Slawist und Hochschullehrer
- Sieghard Brandenburg (1938–2015), Musikwissenschaftler, Direktor de Beethoven-Archivs
- Peter Petrel (* 1940), Sänger
- Gert Schilling (* 1945), Diplom-Ingenieur und Politiker (SPD), Bürgermeister von Berlin-Weißensee
- Harald Vollmar (* 1947), Sportschütze und mehrfacher Olympiamedaillengewinner
- Gisela Wiesner (* 1947), Pädagogin und Hochschullehrerin
- Reimund Neugebauer (* 1953), Ingenieur und Hochschullehrer, 10. Präsident der Fraunhofer-Gesellschaft
- Kersten Steinke (* 1958), Mitglied des Deutschen Bundestages (Die Linke)
- Jürgen Pusch (* 1962), Botaniker und Naturschützer
- Edgar Knobloch (* 1968), Maler, Zeichner, Fotograf
- Jens Cotta (* 1972), Landtagsabgeordneter (AfD)
- Nils Schumann (* 1978), Leichtathlet und Olympiasieger
- Dapayk (* 1978), Produzent und Labelbetreiber
- Eva Padberg (* 1980), Model
- Ulrich Brandhoff (* 1985), Schauspieler
- Anja Voigt (* 1985), bildende Künstlerin
- Christopher Handke (* 1989), Fußballspieler
- Carsten Kammlott (* 1990), Fußballspieler

### Weitere Persönlichkeiten

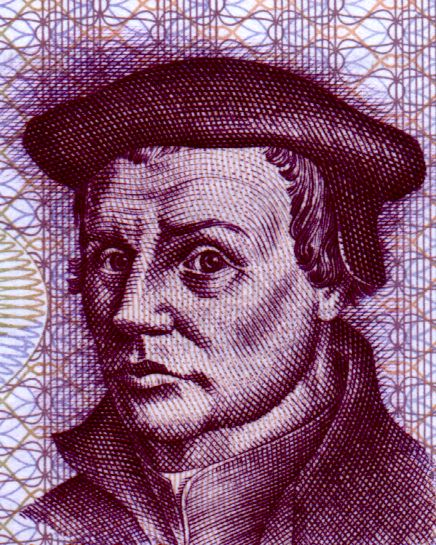
Thomas Müntzer auf der 5-DDR-Mark-Banknote

- Thomas Müntzer (1489–1525), Theologe und Bauernführer im Bauernkrieg
- Johann Thölde (1565–1614), Alchemist und Salinenfachmann, Rats- und Pfannherr in Frankenhausen
- Sethus Calvisius (1556–1615), Komponist, ging in Frankenhausen zur Schule
- Philipp Ernst Förster (1618–1658), Beamter, zeitweise Syndikus von Frankenhausen
- Johann Hoffmann (1644–1718), evangelischer Kirchenliederdichter und Pädagoge, Rektor der Schule von Frankenhausen
- Johann Arnold Zeitfuchs (1671–1742), Theologe und Schriftsteller, ging in Frankenhausen zur Schule
- August Wilhelm Reinhart (1696–1770), Pastor in Frankenhausen
- Julius Strobel (1814–1884), Orgelbauer, lebte ab 1842 in Frankenhausen
- Anna Ritter (1865–1921), Schriftstellerin, lebte einige Zeit in Frankenhausen
- Leonhard Schrickel (1876–1931), Schriftsteller, starb in Frankenhausen
- Alfred Berg (1876–1945), Lehrer, Gründungsdirektor des Kreisheimatmuseums
- Fritz Brather (1880–1945), Direktor des Realgymnasiums und Schriftsteller 1916–1945
- Carl Wilhelm Witterstätter (1883–1964), Flugpionier, Dozent am Technikum in Frankenhausen
- Hermann Groine (1897–1941), Politiker (NSDAP), studierte am Technikum in Frankenhausen
- Alf Teichs (1904–1992), Filmproduzent, zeitweise Leiter der Thomas-Müntzer-Festspiele in Frankenhausen
- Martin Gottfried Weiß (1905–1946), SS-Obersturmbannführer und KZ-Lagerkommandant, studierte am Technikum in Frankenhausen Elektrotechnik
- Ludwig Elsbett (1913–2003), Erfinder, studierte am Technikum in Frankenhausen
- Werner Tübke (1929–2004), Maler und Grafiker, Schöpfer des Bauernkriegspanoramas in Bad Frankenhausen
- Christa Wolf (1929–2011), Schriftstellerin, Abitur in Bad Frankenhausen (1949)
- Susanne Melior (* 1958), Politikerin (SPD), arbeitete zwischen 1984 und 1986 im Krankenhaus in Bad Frankenhausen